# Коргузи
Ко́ргузи (фин. Korhosi) — деревня в Гатчинском муниципальном округе Ленинградской области.

## История
Деревня «Коргози или Малое Замостье» из 9 дворов упоминается на «Топографической карте окрестностей Санкт-Петербурга» Ф. Ф. Шуберта 1831 года.
Согласно карте Ф. Ф. Шуберта 1844 года и карте С. С. Куторги 1852 года деревня называлась Коргози (Малое Замостье).
На этнографической карте Санкт-Петербургской губернии П. И. Кёппена 1849 года она обозначена как деревня «Korhosi», расположенная в ареале расселения савакотов. В пояснительном тексте к этнографической карте она записана как две деревни: 
- Korhosi (Коргози), количество жителей на 1848 год: савакотов — 29 м. п., 24 ж. п., всего 53 человека
- Rahkola (Малое Замостье), количество жителей на 1848 год: савакотов — 42 м. п., 35 ж. п., всего 77 человек[7].

Согласно «Топографической карте частей Санкт-Петербургской и Выборгской губерний» в 1860 году деревня Малое Замостье (Коргози) насчитывала 10 крестьянских дворов.

ЗАМОСТЬЕ МАЛОЕ — деревня удельная при колодцах, число дворов — 18, число жителей: 69 м. п., 74 ж. п. (1862 год)

В списках населённых мест 1862 года две соседние деревни Коргузи и Рахколова учитывалась как одна деревня Малое Замостье.
Согласно карте 1879 года деревня называлась Коргози Малое Замостье и состояла из 10 крестьянских дворов.

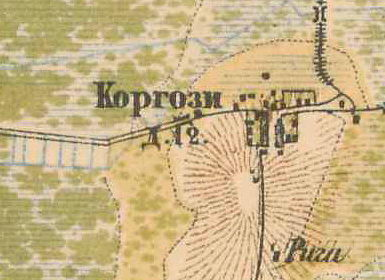
План деревни Коргузи. 1885 год

В 1885 году деревня Коргози насчитывала 12 дворов.
В конце XIX века деревня административно относилась к Мозинской волости 1-го стана Царскосельского уезда Санкт-Петербургской губернии, в начале XX века — 4-го стана. Население деревни было исключительно финским.
В 1913 году дворов было так же 12.
С 1917 по 1923 год деревня Каргози входила в состав Замостского сельсовета Мозинской волости Детскосельского уезда.
С 1923 года в составе Гатчинской волости Гатчинского уезда.
Согласно данным переписи населения СССР 1926 года в деревне Каргози Замостьского сельсовета Троцкой волости Троцкого уезда проживал 91 человек, все финны.
С 1927 года в составе Гатчинского района.
С 1928 года в составе Колпанского сельсовета.

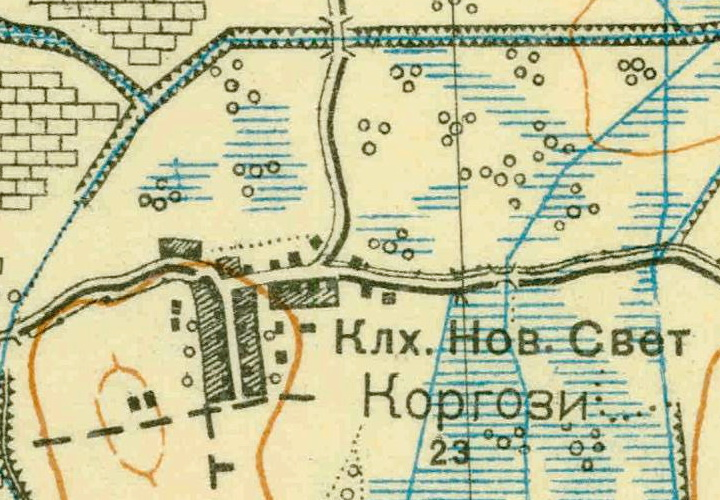
План деревни Коргузи. 1931 год

В 1931 году деревня называлась Коргози и насчитывала 23 двора, в деревне был организован колхоз «Новый Свет».
По данным 1933 года деревня называлась Каргози и входила в состав Колпанского финского национального сельсовета Красногвардейского района.
C 1 августа 1941 года по 31 декабря 1943 года деревня находилась в оккупации. 
С 1959 года, в составе Воскресенского сельсовета.
По данным 1966 года деревня называлась Коргузи и входила в состав Воскресенского сельсовета.
По данным 1973 и 1990 годов деревня Коргузи входила в состав Пригородного сельсовета Гатчинского района.
В 1997 году в деревне проживали 8 человек, в 2002 году — 7 человек (русские — 71%, финны — 29%), в 2007 году — 10.

## География
Деревня расположена в северной части района на автодороге 41К-223 (Киевское шоссе — Пижма) в месте пересечения её автодорогой 41К-508 (Торфяное — Сабры). 
Расстояние до административного центра поселения, посёлка Новый Свет — 1 км.
Расстояние до железнодорожной станции Гатчина-Балтийская — 4 км.

## Демография
| 2007 | 2010 | 2017 |
| ---- | ---- | ---- |
| 10   | ↗11  | ↗19  |

### Национальный состав
Согласно данным Всероссийской переписи населения 2021 года в деревне проживали 29 человек, из них:
 русские — 20 человек, остальные национальность не указали.